# Microphorella tubifera
Microphorella tubifera är en tvåvingeart som beskrevs av Axel Leonard Melander 1927. Microphorella tubifera ingår i släktet Microphorella och familjen styltflugor.
Artens utbredningsområde är Kalifornien. Inga underarter finns listade i Catalogue of Life.